# 福里斯特維爾 (密歇根州)
福里斯特維爾是位於美國密歇根州薩尼拉克縣特拉華鎮區的一個村。

## 人口
根據2020年美國人口普查的數據，該地的面積為2.06平方千米，當中陸地面積為2.06平方千米，而水域面積為0.00平方千米。當地共有人口104人，而人口密度為每平方千米50人。